# تحلية (حفظ الأغذية)

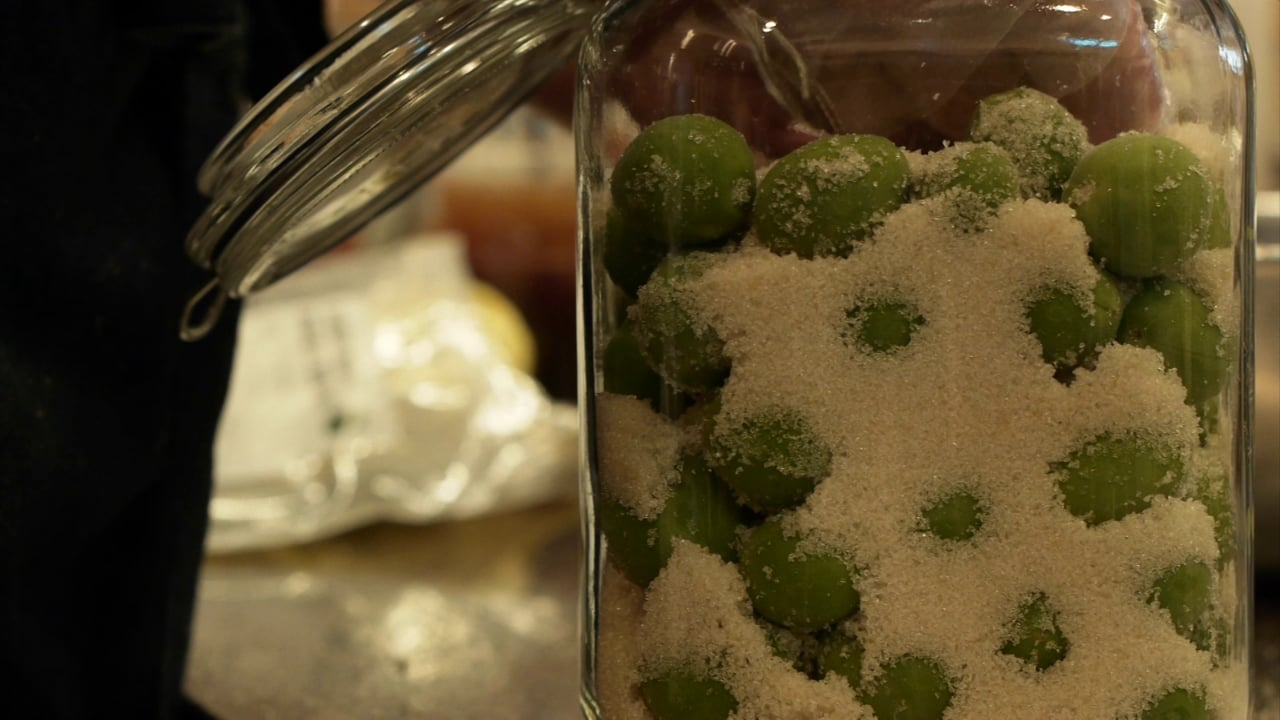

التحلية (بالإنجليزية: Sugaring)‏ هي طريقة لحفظ الطعام تشبه التخليل. التحلية هي عملية تجفيف الطعام، ثم تعبئته بالسكر النقي. ويعد السكر من أفضل المواد التي تستخدم في حفظ وتجفيف الطعام من خلال إضافته عليه .ويمكن أن يكون السكر على شكل حبيبات كريستالية أو سكر خام أو سائلاً كثيفاً مثل العسل أو شراب مركز أو دبس السكر. وتهدف تلك العملية إلى خلق بيئة معادية لنمو الميكروبات ومنع تلف المواد الغذائية .ويستخدم السكر بشكل شائع في الحفاظ على الفواكه وكذلك الخضراوات مثل الزنجبيل، كما يستخدم أيضاً في الحفاظ علي المواد غير الغذائية. فعلى سبيل المثال تم استخدام العسل كجزء من عملية التحنيط في بعض الطقوس المصرية القديمة.
ورغم ذلك يكمن خطر السكر نفسه في أنه يجذب الرطوبة. حيث بمجرد وصوله إلى درجة كافية من الرطوبة، تبدأ السكريات في التخمر بواسطة الخميرة، منتجة بذلك كحول إيثلي وثاني أكسيد الكربون. وتسمي تلك العملية بالتخمر وعلى الرغم من أنه يمكن استخدام التخمر كأسلوب لحفظ الطعام، إلا أنه يجب التحكم فيه أو ستصبح النتائج غير مرضية.